# Valdecolmenas de Abajo
Valdecolmenas de Abajo es una localidad del municipio conquense de Los Valdecolmenas, en la Comunidad Autónoma de Castilla-La Mancha (España). 
La iglesia está dedicada a Nuestra Señora de la Asunción.

## Localidades limítrofes
Confina con las siguientes localidades:
- Al norte con Castillejo del Romeral.
- Al noreste con Cuevas de Velasco.
- Al este con Villar del Maestre.
- Al sureste con Valdecolmenas de Arriba.
- Al sur con Naharros.
- Al suroeste con Pineda de Gigüela.
- Al oeste con Verdelpino de Huete.
- Al noroeste con Caracenilla.

## Demografía
| Gráfica de evolución demográfica de Valdecolmenas de Abajo entre 1842 y 1970 |
| |
| Población de derecho según los censos de población del INE Población de hecho según los censos de población del INEEn este censo se denominaba Valdecomenas de Abajo: 1842 Entre el censo de 1981 y el anterior, este municipio desaparece porque se agrupa en el municipio Los Valdecolmenas |

Evolución de la población
| Gráfica de evolución demográfica de Valdecolmenas de Abajo entre 2000 y 2017 |
|                                                                              |
| Población de derecho (2000-2017) según el padrón municipal del INE           |

## Historia
Así se describe a Valdecolmenas de Abajo en el tomo XV del Diccionario geográfico-estadístico-histórico de España y sus posesiones de Ultramar, obra impulsada por Pascual Madoz a mediados del siglo XIX:

Villa con ayuntamiento en la provincia, diócesis y partido judicial de Cuenca (5 leguas), audiencia territorial de Albacete (20), y capitanía general de Castilla la Nueva (Madrid 19). Situada en una cuesta, de muy buen aspecto; su clima es frío, bien ventilado y poco propenso a enfermedades. Consta de 150 casas de pobre construcción la mayor parte, y sus calles empedradas; la escuela de primeras letras está dotada con 500 reales del fondo de propios; para el surtido del vecindario hay 3 fuentes de buena agua; la iglesia parroquial, fundada en 1704, se halla servida por un cura de segundo ascenso y de provisión del ordinario; 2 ermitas y un cementerio. El término confina por N con el de Castillejo; E Villar del Maestro; S Villar del Horno, y O Caracena y Pineda. Su terreno es muy quebrado, a excepción de la vega, que es llana y muy pintoresca por su mucho arbolado; la riega un pequeño arroyo que corre en dirección a Caracena. Los caminos son locales y en mal estado. La correspondencia se recibe de Horcajada. Producciones: trigo, cebada, centeno, legumbres, hortalizas, miel, frutas y vino; se cría ganado lanar y cabrío; caza de liebres, perdices y conejos. Industria: la agrícola y un molino harinero. Comercio: la venta del sobrante de sus producciones y la importación de algunos artículos de consumo diario. Población: 164 vecinos, 652 almas. Capital productivo: 1.386.380 reales. Imponible: 69.319 reales.
Diccionario geográfico-estadístico-histórico de España y sus posesiones de Ultramar